# Unidad internacional
En farmacología, la Unidad Internacional (UI, abreviada alternativamente IU -del inglés International Unit-) es una unidad de medida de la cantidad de una sustancia, basada en su actividad biológica mediada (o sus efectos). Se usa para vitaminas, hormonas, algunas drogas, vacunas, productos sanguíneos y sustancias biológicamente activas similares.
La definición precisa de 1 UI difiere de una sustancia a otra y es establecida por acuerdo internacional. El Comité de Estandarización Biológica de la Organización Mundial de la Salud proporciona una preparación de referencia de una sustancia determinada, (arbitrariamente) fija el número de UI contenidas en esa preparación y especifica un procedimiento biológico para comparar otras preparaciones con la preparación de referencia. Una ventaja de este procedimiento es que diferentes preparaciones que tengan el mismo efecto biológico contendrán el mismo número de UI.
Para algunas sustancias, la masa equivalente de 1 UI es establecida más tarde, y la UI es entonces oficialmente abandonada para esa sustancia. No obstante, la unidad normalmente permanece en uso porque es conveniente. Por ejemplo, la vitamina E existe en diferentes formas, teniendo todas diferentes actividades biológicas. Más que especificar el tipo y la masa precisos de vitamina E en una preparación, para los propósitos de farmacología es suficiente con simplemente especificar el número de UI de vitamina E.
Las masas equivalentes de 1 UI de las sustancias seleccionadas:
- 1 UI de insulina: el equivalente biológico de alrededor de 45,5 μg de insulina cristalina pura (1/22 mg exactamente).
- 1 UI de vitamina A: el equivalente biológico de 0,3 μg de retinol, o de 1,8 μg de beta-caroteno.
- 1 UI de vitamina C: 50 μg de vitamina C.
- 1 UI de vitamina D: el equivalente biológico de 0,025 μg de colecalciferol/ergocalciferol (1/40 μg exactamente).
- 1 UI de vitamina E: el equivalente biológico de 0,666 mg de d-alfa-tocoferol (2/3 mg exactamente), o de 1 mg de acetato de d-alfa-tocoferol.

La UI no debe confundirse con la unidad de enzima, que es también conocida como la «Unidad internacional de actividad de los enzimas» y es abreviada como U.
- Datos: Q835916